# Saccharina latissima
El kelp de azúcar (Saccharina latissima) es un alga parda tipo kelp conocida también como cinturón de mar. Se encuentra al noreste del Atlántico, del mar de Barents en el Ártico hasta las islas británicas y Galicia, y se le encuentra en los fondos marinos rocosos protegidos.

## Descripción
Presenta un color que varía del marrón verdoso, oscuro hasta el marrón rojizo, con una larga y estrecha hoja indivisa que puede crecer hasta 5 metros de largo y 20 centímetros de ancho. La banda central está con hoyuelos, mientras que los márgenes son más suaves y tienen un borde ondulado. La lámina está unida a la roca mediante rizoides robustos de unos 5 mm de diámetro en las zona intermareal y sublitoral mediante agarre de garra y con un estribo cilíndrico corto y flexible.

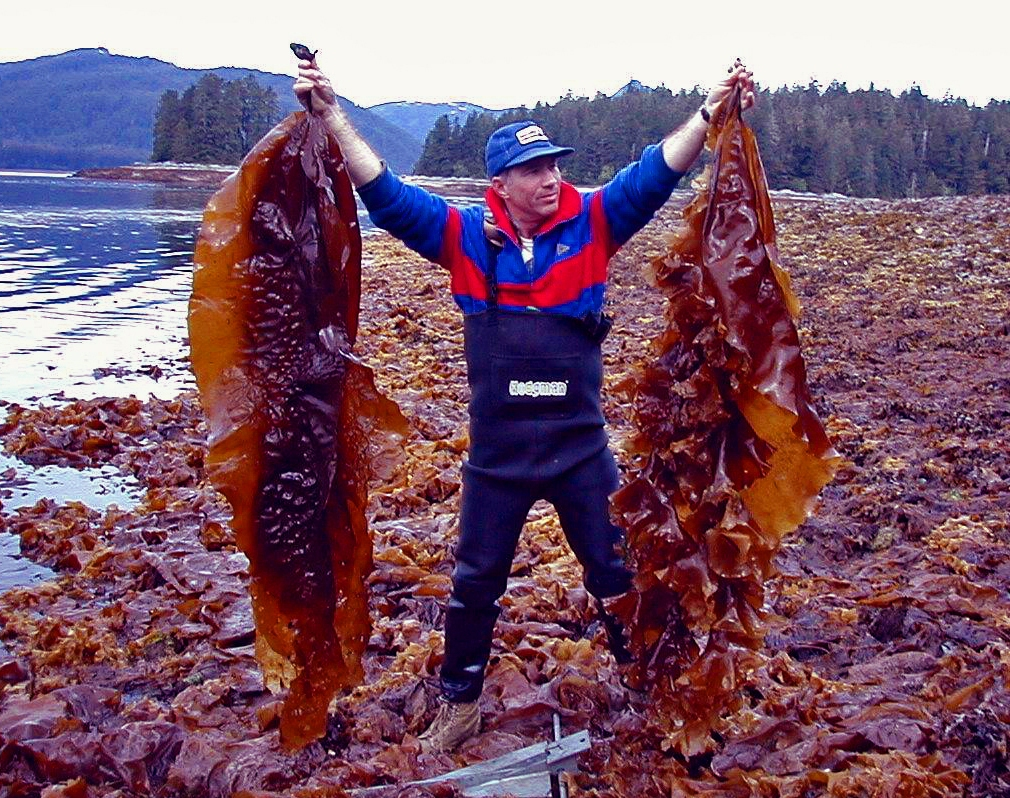
Investigador Mike Murphy mostrando un par de kelps de azúcar.

## Ecología
Es un formador del bosque de algas con gran importancia ecológica, pues es un productor primario que entrega materia vegetal a la red alimentaria costera. Los bosques tridimensionales también sirven como hábitat para los animales y determinan una alta biodiversidad; peces y otros animales marinos consiguen su alimento y refugio en estos bosques.

## Amenazas

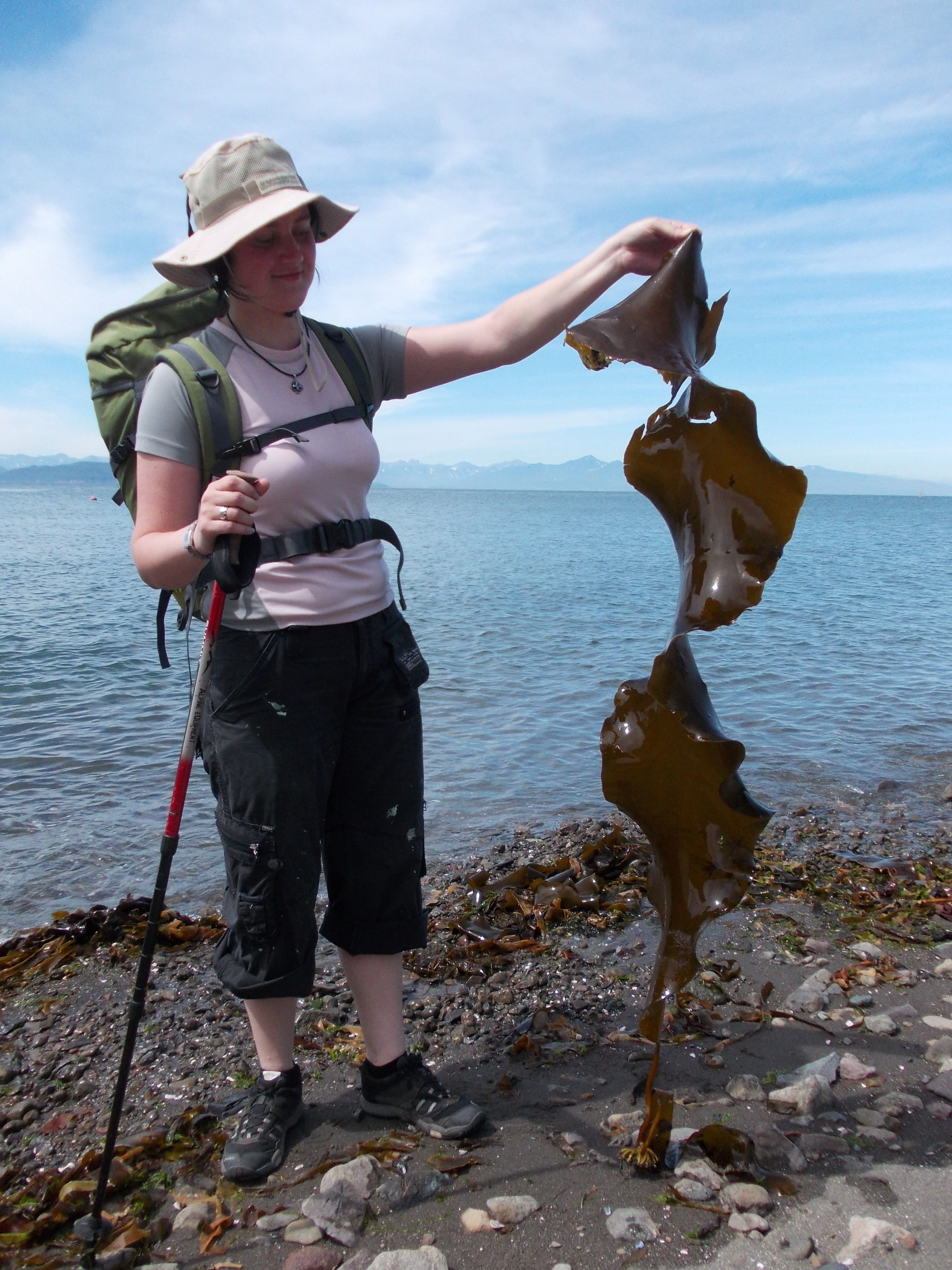
Ejemplar en la costa rusa.

En 2004, científicos informaron una pérdida del kelp de azúcar en la costa noruega de entre 40 y 80%. Las razones de esta pérdida no se entienden completamente, pero el aumento de la temperatura del océano, los altos niveles de nutrientes y la reducción de las especies animales que se alimentan de las algas filamentosas, se sugieren como las razones más probables.

## Nombres comunes
- fuco azucarado, sargazo azucarado.[5]